# Голямата шахматна дъска
Голямата шахматна дъска е геополитическо изследване на Збигнев Бжежински — бивш съветник по национална сигурност на американския президент Джими Картър. Бжежински разглежда Европа като шахматна дъска, върху която продължава да се разиграва голямата игра, а тази игра изисква брилянтна геостратегия и стратегическо управление от страна на двете водещи Велики сили, за да бъде спечелена партията на тихия (дипломатически) фронт.
Бжежински разкрива в книгата си опасенията, че разширяването на НАТО и на Европейския съюз би могло да събуди старото чувство на евроцентризъм в Европа за нейната изконна значима световна мисия, но би могло и да укрепи демократичните придобивки за евроатлатизма, спечелени след успешното приключване за САЩ на Студената война.
За Бжежински геополитическото самоопределяне на Европа е от ключово значение за бъдещото.
Руският отговор на предизвикателството на Бжежински идва на следващата година и в самия край на 20 век - „Защо Русия не е Америка“.
Атентатите от 11 септември 2001 г. в началото на 21 век поставят в нова светлина геополитическите изследванията от края на 20 век.